# Лапшин, Евгений Петрович
Евгений Петрович Лапшин (1900, Екатеринбург — 1956, Москва) — начальник управления МГБ Тульской области, генерал-лейтенант (1945).

## Биография
Сын слесаря. Окончил церковно-приходскую школу в 1910, курсы усовершенствования старшего политсостава при Военно-политической академии им. Н. Е. Толмачёва в 1929, Высшую школу парторганизаторов при ЦК ВКП(б) в 1937.
С 1911 работал слесарем в Екатеринбурге. В июне 1917 вступил в РСДРП(б), в ноябре 1917 в Красную гвардию. Участник Гражданской войны, политработник. С января 1921 комиссар Николо-Павдинского лесничества. С июня 1921 помощник уполномоченного ЧК на Пермской железной дороге и ответственный организатор бюро коллектива РКП(б) 20-х кавалерийских курсов РККА. С 1924 на политработе в Сибирском военном округе. В 1926—1928 и 1929—1930 военком 6-го Хабаровского полка. С июля 1930 заместитель начальника политотдела 14-й стрелковой дивизии. С января 1933 начальник политотдела Ленинградской МТС (Азово-Черноморский край). С января 1935 по октябрь 1936 1-й секретарь Ленинградского райкома ВКП(б) Азово-Черноморского края. В сентябре 1937 направлен на службу в органы НКВД и назначен врид начальником политотдела 12-го отдела (опертехника) Главного управления государственной безопасности НКВД СССР. С 1938 временно исполняющий должность начальника политотдела, затем начальник 2-го спецотдела (опертехника) НКВД СССР. С 26 февраля 1941 начальник 4-го отдела (опертехника) НКГБ СССР, с 31 июля 1941 начальник 2-го спецотдела НКВД СССР. С 12 мая 1943 начальник отдела «Б» (оперативно-технического) НКГБ/МГБ СССР. С 24 октября 1946 по 17 сентября 1949 начальник Управления МГБ Тульской области. С февраля 1950 заместитель начальника политотдела, с февраля 1952 до самой смерти начальник регистрационно-учётного отдела Главного управления милиции МГБ/ МВД СССР.
Похоронен на Введенском кладбище (1 уч.).

### Звания
- 08.10.1937 - старший лейтенант государственной безопасности;
- 02.12.1938 - капитан государственной безопасности;
- 09.03.1939 - майор государственной безопасности;
- 14.03.1940 - старший майор государственной безопасности;
- 14.02.1943 - комиссар государственной безопасности;
- 02.07.1945 - комиссар государственной безопасности III-го ранга;
- 09.07.1945 - генерал-лейтенант[1].

### Награды
Знак «Почётный работник ВЧК—ГПУ (XV)» 08.09.1938; орден Трудового Красного Знамени 29.04.1939; знак «Заслуженный сотр. НКВД» 27.04.1940; орден Красной Звезды 20.09.1943; орден Красного Знамени 03.11.1944; орден Ленина 21.02.1945; орден Отеч. войны 1 степени 21.04.1945; 6 медалей.